# Nikités (Kavála)
Nikités (grec moderne : Νικητές) est une localité située dans le dème de Néstos, dans le district régional de Kavála, dans la periphérie de Macédoine-Orientale-et-Thrace, en Grèce.
Selon le recensement de 2011, elle compte 12 habitants.